# Jurjevgrad (utvrda)
Jurjevgrad je bila utvrda u Hrvatskoj. Nalazila se na brdu Sv. Mikule. Na mjestu utvrde 1452. sagrađena je crkvica Sv. Nikole sa starim grobištem. Od utvrde su danas ostale samo ruševine.
Postojala je još u doba mletačkog providura Leonarda Foscola koji je u zapisima od 1650. svjedočio o njoj.
Podno utvrde nalazilo se istoimeno selo. Danas je dijelom mjesta Tribunja.

## Vanjske poveznice
- Fotografija
- Fotografija  Arhivirana inačica izvorne stranice od 8. ožujka 2013. (Wayback Machine)
- Fotografija s druge strane  Arhivirana inačica izvorne stranice od 1. rujna 2009. (Wayback Machine)
- Fotografija s treće strane  Arhivirana inačica izvorne stranice od 12. listopada 2016. (Wayback Machine)